# Jan Mayen
Jan Mayen är en ö belägen i Norra ishavet tillhörande Norge. 
Ön tillhör inte något fylke eller kommun, utan lyder direkt under staten. Dess förvaltning är sedan 1995 anförtrodd åt Nordland fylke. Ön är 55 kilometer lång, har en area på 381 kvadratkilometer och består delvis av glaciärer. På ön ligger världens nordligaste aktiva vulkan Beerenberg, som med sina 2 277 meter över havet också är ett av Norges högsta berg. Jan Mayens fiskezon är på 293 049 kvadratkilometer och 1980 utvidgades även öns ekonomiska zon till 200 nautiska mil runt ön, vilket ledde till protester från både Island och Grönland.
Vem som upptäckte Jan Mayen är inte klart och det finns belägg för att den påträffats så tidigt som på 500-talet, men den första som med säkerhet landsteg på ön var Jan Jacobszoon May van Schellinkhout under en expedition för Noordsche Compagnie 1614. Efter detta gjorde inget land något territoriellt anspråk på ön. Jan Mayen fungerade först som en bas för valfångst och rävjakt och blev senare en plats för vetenskapliga studier under det internationella polaråret 1882 till 1883. Jan Mayen förblev terra nullius fram till 1929 då Norge tog den i besittning. Först användes ön endast som väderstation, men 1959 etablerades också radionavigationsbasen Olonkinbyen.
Sedan 2010 klassas Jan Mayen och dess omgivande vatten som naturreservat och till följd av detta blev det svårare att resa dit som turist. Förutom vetenskapliga och tekniska team baserade i Olonkinbyen är Jan Mayen obebodd. Trots att öarna administreras separat räknas Svalbard och Jan Mayen som en enskild enhet i ISO 3166-standarden. Tillsammans har de tillägnats landskoden sj.

## Historia

### Upptäckt
De första nedskrivna beläggen för kännedom om Jan Mayen är daterade till 500-talet. Under en av sina resor hävdar den irländske munken Brendan sig ha stött på en svart ö som spottade eld och gav ifrån sig ett öronbedövande ljud. Eftersom det sker vulkanisk aktivitet kring Jan Mayen skulle det kunna ha varit den han funnit. Det land som vikingarna kallade Svalbarð kan också ha syftat på Jan Mayen, men inga av dessa teorier är bekräftade.
Jan Mayen upptäcktes med säkerhet i början av 1600-talet av nederländska och engelska valfångare som letade efter nya fiskeplatser. Många navigatörer gjorde då anspråk på denna upptäckt, inklusive engelsmannen Henry Hudson som påstod sig ha varit där 1607 och givit den namnet Hudson's Tutches. Den första helt obestridda upptäckten tillskrivs den nederländske sjöfararen Jan Jacobszoon May van Schellinkhout, som besökte ön 1614 under en expedition för Noordsche Compagnie. Ön kallades först Joris Eylandt efter kartografen Joris Carolus, som var ombord på skeppet. När Willem Blaeu ritade den första detaljerade kartan över ön 1620 beslutade han dock att namnet skulle bytas till Jan Mayen, efter sin upptäckare.
Under 1600-talet etablerade nederländska valfångare flera valoljekokerier på ön så att de skulle kunna utvinna olja från valspäcket. Som mest arbetade 1 000 personer på ön under sommarmånaderna, och flera mindre fästningar byggdes för att undvika plundring. År 1633 gjorde Noordsche Compagnie ett övervintringsförsök på ön i syfte att försvara den; uppdraget misslyckades då samtliga sju man hittades döda året därpå. I och med valfångsten kring Jan Mayen utrotades nästan grönlandsvalen och valfångsten avslutades mellan 1640 och 1650. Ön föll i glömska och besöktes av få skepp under de närmaste 230 åren.

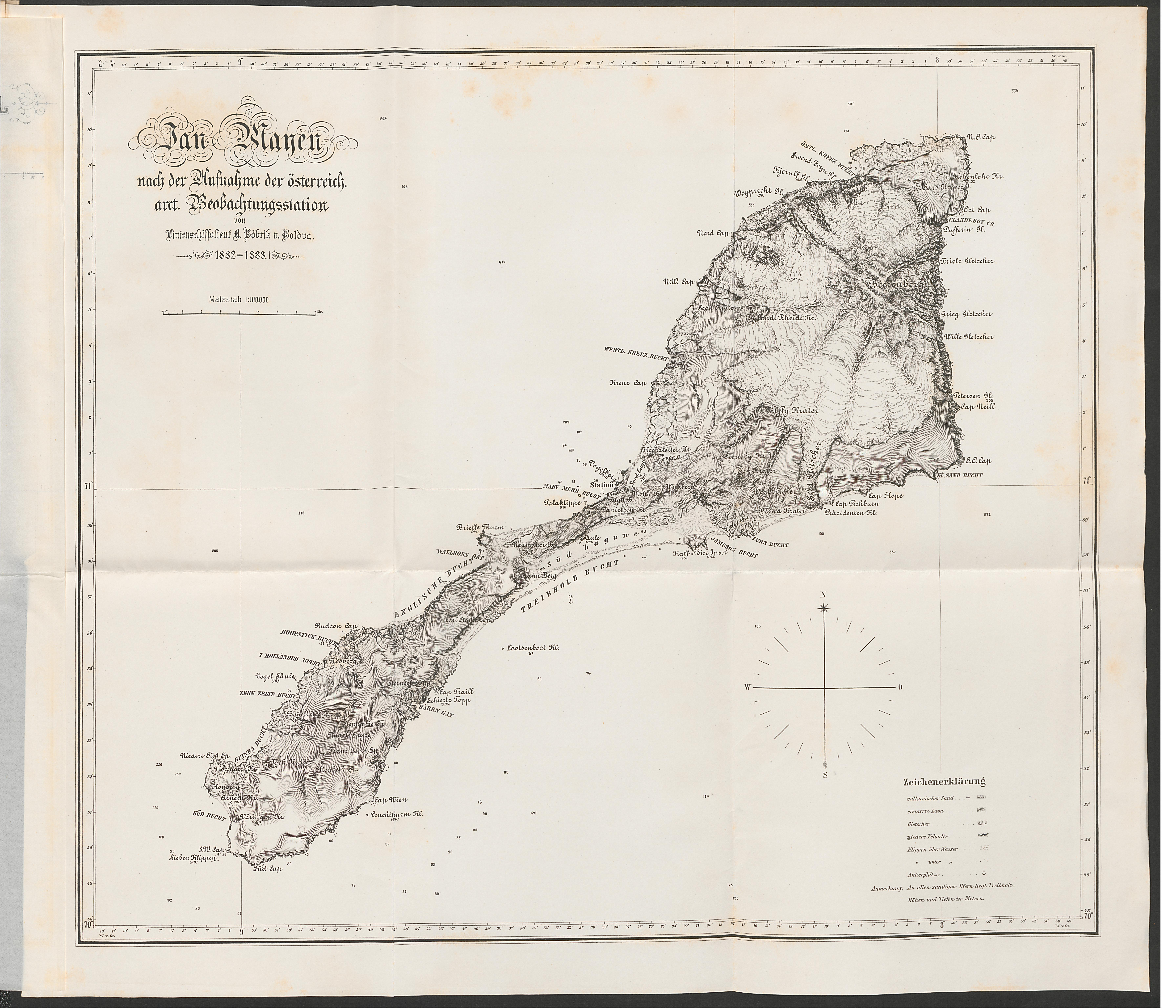
Österrikisk-ungerska kartan över Jan Mayen från 1884.

### Ny aktivitet
Efter valfångstperioden på 1600-talet förekom ingen aktivitet på ön förrän i slutet av 1800-talet. Det som bidrog till att ny uppmärksamhet riktades mot Jan Mayen var det första internationella polaråret 1882 till 1883. Ön kartlades och utforskades av en österrikisk-ungersk vetenskaplig expedition, vilket resulterade i en karta som användes fram till 1950-talet. De utförde även den första lyckade övervintringen på Jan Mayen.
I början av 1900-talet började norrmännen också visa intresse för Jan Mayen och fjällrävsjakt påbörjades. Den intensiva jakten ledde dock till en kraftig nedgång av rävbeståndet och därmed även av jägarnas fångst. Rävjakten avslutades i början av 1920-talet och av de första tretton fångststugorna står bara fem kvar.

### Annektering av Norge
Sedan Jan Mayen upptäcktes hade ön inte tillhört någon suverän stat, utan var terra nullius fram till dess att Nationernas förbund 1921 gav Norge jurisdiktion över ön och samma år öppnade Hagbart Ekerold dess första meteorologiska station. Med undantag för vintern 1940-1941 har kontinuerliga meteorologiska observationer utförts på Jan Mayen. Det finns dock endast rester kvar av den första stationen. Delar av ön upptogs först av Norges meteorologiska institut år 1922 och sedan hela ön 1926. 
Jan Mayen blev underlagd norsk suveränitet vid en kunglig resolution den 8 maj 1929, men blev officiellt en del av kungariket Norge först den 27 februari 1930 efter en tvist om vem som egentligen ägde ön. Då Jan Mayen är en del av norska riket, till skillnad från de antarktiska besittningarna, gäller även sådana konventioner som Norge är förpliktigade att följa. Tidigare förvaltades Jan Mayen av sysselmannen på Svalbard, men från och med vintern 1994 administreras ön av statsförvaltaren i Nordland fylke. Jan Mayen tillhör dock inget fylke eller kommun utan är ett kommunfritt område.

### Andra världskriget

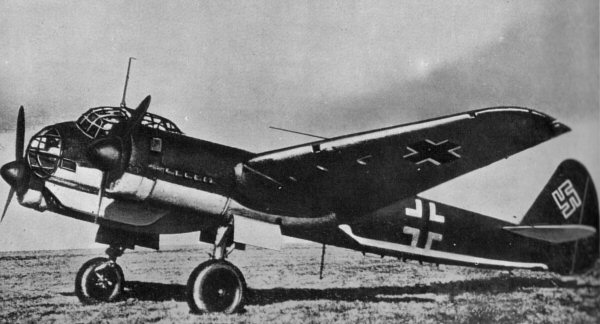
Junkers Ju 88.

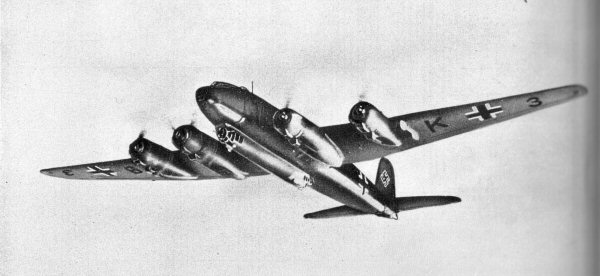
Focke-Wulf Fw 200.

Efter det tyska angreppet på Norge 1940, beslutade norska regeringen att den meteorologiska stationen på Jan Mayen skulle brännas ner och att manskapet skulle evakueras till England. Efter överväganden om stationens strategiska betydelse återstartades den dock 1941 efter beslut av den norska exilregeringen och de allierade. Det gjordes inga försök av tyskarna att landsätta trupper på ön, men tyskt flyg och tyska ubåtar rekognoserade flera gånger nära ön. Undantagsvis sköt tyskt flyg mot anläggningen, men utan att lyckas tillfoga någon större skada. Jan Mayen var det enda området som den valda norska regeringen kontrollerade i praktiken och manskapet bestående av som mest 52 soldater kunde leverera meteorologiska data under resten av krigstiden.
Under Tysklands halvhjärtade försök att ockupera Jan Mayen havererade två tyska flygplan på ön under kriget och totalt tretton besättningsmän omkom. Det första haveriet inträffade den 15 juli 1942, men upptäcktes först 23 augusti 1950 då resterna av en tysk Junkers Ju 88 hittades med fyra omkomna besättningsmedlemmar. Det andra flyghaveriet inträffade den 7 augusti 1942. Flygplanet var av typen Focke-Wulf Fw 200 och alla nio besättningsmän omkom. Dagen i fråga rådde tät dimma, så tyskarna kunde inte bomba och norrmännen vågade inte skjuta eftersom de inte kunde avgöra om planet var vän eller fiende. År 1959 begravdes besättningsmännen från de två flygplanen på krigskyrkogården i Narvik. Under andra världskriget dog en norrman på Jan Mayen, men detta var i en kanotolycka och inte till följd av någon strid.
Under hösten 1943 fick USA lov att etablera en radioavlyssningsstation på Jan Mayen i förhoppning att den skulle kunna pejla in de hemliga tyska radiostationerna på Grönland och Svalbard. Den amerikanska basen gick under namnet Atlantic City och ett villkor för dess upprättande var att amerikanerna skulle avlägsna sig när kriget väl upphört. Den norska regeringen var angelägen att amerikanerna skulle lämna ön av rädsla att Sovjetunionen skulle kräva liknande eller större militära anläggningar på Svalbard. Amerikanerna stannade kvar på Jan Mayen fram till februari 1946, sex månader efter krigets slut. 1954 blåste merparten av den då övergivna basen Atlantic City ner i havet under en storm och idag återstår endast två små byggnader.

### Nutidshistoria

Stationerna på Jan Mayen.

Efter kriget flyttades den bemannade kustradiostationen på Jan Mayen till nordvästkusten och kallades för Gamlemetten. Läget var dock problematiskt då den ofta utsattes för våldsamma vindar som färdades längs Beerenbergs sluttning. 1959 byggde den norska militären stationen Olonkinbyen vid Jan Mayens sydöstkust. Syftet med denna station var att tjäna det militära Loran-C-systemet. 1962 flyttades Gamlemetten till Olonkinbyen och bytte namn till Metten. Radiostationen lades ner 1995 och överfördes till Bodø radio, som idag kontrollerar den via satellit.
Innan 1970 trodde man att Beerenberg var en utslocknad vulkan men just det året hade den ett utbrott, vilket motbevisade teorin. 1985 hade Beerenberg ytterligare ett utbrott, vilket är det senaste den haft. År 1980 utvidgades Jan Mayens ekonomiska zon runt ön till 200 nautiska mil, under protester från Island och Grönland. I förhandlingar med Island skrev Norge under avtal 28 maj 1980 och 22 oktober 1981 om en minskning av Jan Mayen-zonen som då skulle avgränsas av den isländska 200-sjömilszonen och inte mitt emellan öarna. Tvisten om gränsdragningen mot Grönlands ekonomiska zon avgjordes i Jan Mayen-målet mellan Norge och Danmark av Internationella domstolen i Haag 1993. Avtalen med Danmark och Island lades fram i statsrådet 13 februari 1998 och antogs av Stortinget 2 april samma år.
Samtliga Loran-C-stationer i Norge, inklusive den på Jan Mayen, beslutades läggas ner år 2004; en åtgärd som skulle vara utförd senast den 1 januari 2006. Regeringen kungjorde den 9 december 2005 att de önskade få framföra ett förslag för vidare drift av stationerna och den 23 juni 2006 kungjorde Fiskeri- og kystdepartementet att driften hade blivit förlängd till och med år 2009. Orsaken till förlängningen var ett förnyat intresse för detta markbaserade navigationssystem i Europa som backup-system för satellitbaserade navigationsmedel. Sändaren stängdes till slut av den 31 december 2015.
År 2021 omkom två anställda vid norska försvarsmakten i en lavin. En tredje person var i gruppen, men klarade sig med lättare skador.

## Geografi och klimat

### Geografi
Jan Mayen har en yta på 377 km², ligger 540 km nordöst om Island och 500 km öst om Grönland. Ön ligger omkring 1000 km från både norska kusten och Svalbard. Den sträcker sig 55 kilometer i riktning sydväst till nordöst. Jan Mayen är 2,5 km bred på det smalaste stället och 15,8 km på det bredaste.

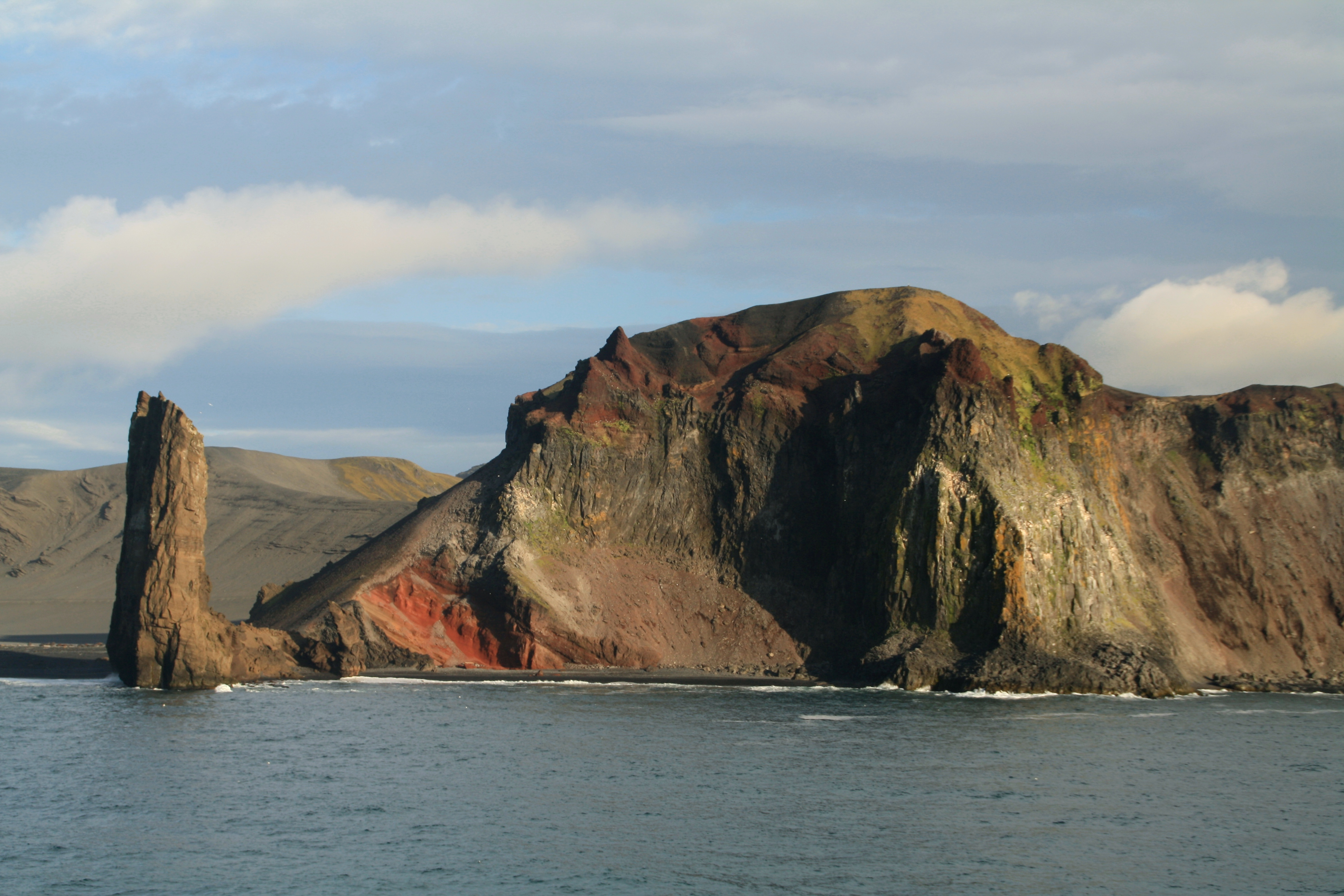
"Brielletornet", en klippa på Jan Mayen.

Jan Mayen delas in i tre delar: det smala och flacka Midt-Jan och de bergigare Nord-Jan och Sør-Jan. Hoybergodden på öns sydvästra del är den västligaste platsen i Norge. Jan Mayen kännetecknas av den 2 277 meter höga stratovulkanen Beerenberg på Nord-Jan, som är världens nordligaste vulkan. Den har troligen haft sex utbrott sedan 1732, varav det senaste skedde 1985. Innan 1970 trodde man att Beerenberg var en utslocknad vulkan, fram tills ett utbrott inträffade det året.
Vid Midt-Jan finns två insjöar: Nordlaguna och Sørlaguna. Nordlaguna är 40 meter som djupast och var förr en viktig färskvattenskälla på ön. Under de senaste decennierna har dock landremsan som skiljer lagunen från havet blivit smalare och vattnet är numera bräckt. Sørlaguna är mycket större, men är så pass grund att den kan torka ut under sommaren.

### Klimat
Jan Mayen har ett subarktiskt klimat med relativt milda vintrar och kalla somrar. Ön befinner sig mellan den kalla östgrönländska strömmen i väst och den varma golfströmmen i öst. Tack vare golfströmmen är temperaturen varmare jämfört med andra områden på samma latitud. Den månatliga medeltemperaturen på Midt-Jan varierar mellan +5 °C och -6 °C. Ön ligger i en lågtryckszon som ofta för med sig mild luft söderifrån. Årsnederbörden varierar med de topografiska skillnaderna, men brukar ligga på omkring 700 mm per år på Midt-Jan. 
Dimma såväl som starka vindar och stormar kan ofta observeras under hela året. Under vissa väderförhållanden kan Beerenberg framkalla en von Kármánvirvel, där vågor med en våglängd på upp till 15 kilometer kan kännas på läsidan upp till ett avstånd av flera hundra kilometer. De omkringliggande havsområdena är isbelagda mellan februari och april.
 

Jan Mayen befinner sig norr om polcirkeln och polarnatten varar från 20 november till 20 januari. Midnattssol, då solen inte går ner på hela dygnet, kan observeras mellan 13 maj och 31 juli. Vita nätter, där solen bara befinner sig strax under horisonten och mörkret därför inte blir totalt, sker mellan 8 april och 4 september.

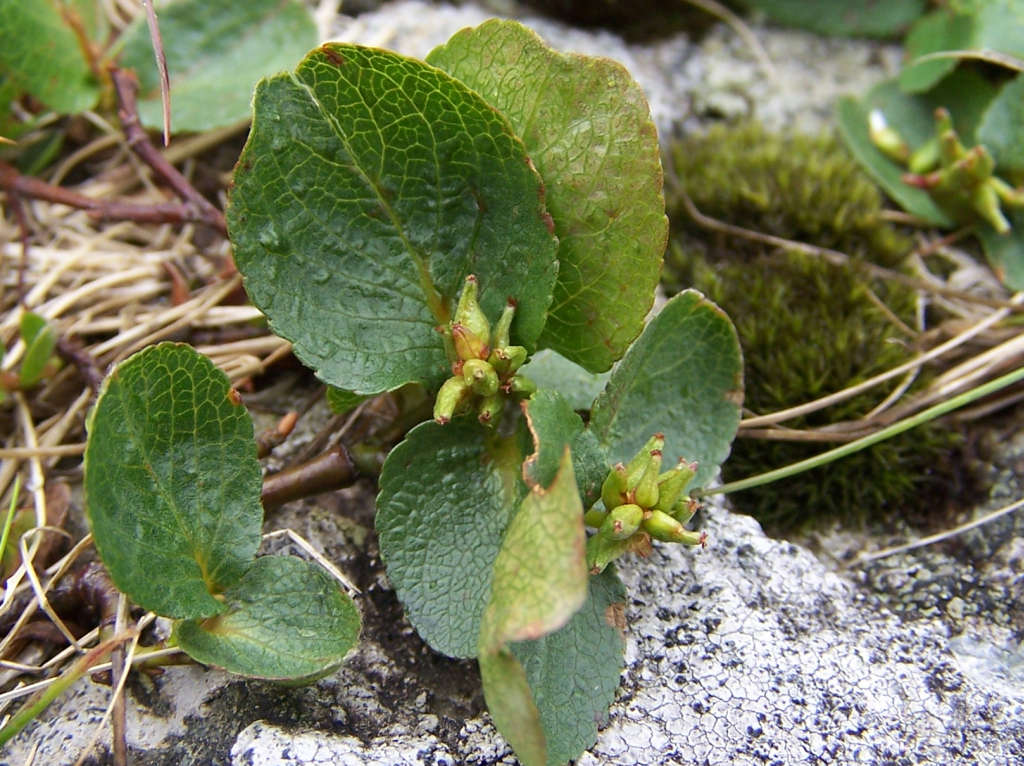
Dvärgvide. Växten kallas för Musøre på norska efter formen på dess blad.

|                                            | Jan  | Feb  | Mar  | Apr  | Maj  | Jun | Jul | Aug | Sep | Okt  | Nov  | Dec  |
| ------------------------------------------ | ---- | ---- | ---- | ---- | ---- | --- | --- | --- | --- | ---- | ---- | ---- |
| Normaldygnets maximitemperaturs medelvärde | −5,2 | −5,5 | −5,8 | −3,9 | −1,0 | 1,6 | 4,4 | 5,1 | 3,2 | −0,3 | −2,8 | −4,7 |
| Normaldygnets minimitemperaturs medelvärde | −0,7 | −1,2 | −1,6 | −0,2 | 2,2  | 5,1 | 7,6 | 7,9 | 6,1 | 3,0  | 0,9  | 0,4  |
|                                            |      |      |      |      |      |     |     |     |     |      |      |      |
| Nederbörd                                  | 60   | 50   | 55   | 40   | 35   | 25  | 35  | 55  | 75  | 75   | 70   | 65   |

| Diagram | temperaturer i °C • månadsnederbörd i mm • Källa: climatestotravel.com. | temperaturer i °C • månadsnederbörd i mm • Källa: climatestotravel.com. | temperaturer i °C • månadsnederbörd i mm • Källa: climatestotravel.com. | temperaturer i °C • månadsnederbörd i mm • Källa: climatestotravel.com. | temperaturer i °C • månadsnederbörd i mm • Källa: climatestotravel.com. | temperaturer i °C • månadsnederbörd i mm • Källa: climatestotravel.com. | temperaturer i °C • månadsnederbörd i mm • Källa: climatestotravel.com. | temperaturer i °C • månadsnederbörd i mm • Källa: climatestotravel.com. | temperaturer i °C • månadsnederbörd i mm • Källa: climatestotravel.com. | temperaturer i °C • månadsnederbörd i mm • Källa: climatestotravel.com. | temperaturer i °C • månadsnederbörd i mm • Källa: climatestotravel.com. | temperaturer i °C • månadsnederbörd i mm • Källa: climatestotravel.com. |
|         | 60 -5 -1                                                                | 50 -6 -1                                                                | 55 -6 -2                                                                | 40 -4 -0                                                                | 35 -1 2                                                                 | 25 2 5                                                                  | 35 4 8                                                                  | 55 5 8                                                                  | 75 3 6                                                                  | 75 -0 3                                                                 | 70 -3 1                                                                 | 65 -5 0                                                                 |

## Natur

### Flora
Stora delar av Jan Mayen täcks av vulkanisk aska och sten utan växtlighet, men på vissa ställen kan man hitta småväxta örter, lavar och mossor. Växtlivet omfattar 75 arter av kärlväxter. Det växer inga buskar eller träd på Jan Mayen med undantag för dvärgvide, som bara blir en till två centimeter hög. Det finns tre endemiska växtarter, alla i maskrossläktet. Jämfört med Svalbard har Jan Mayen en låg andel enhjärtbladiga växter, vilket kan förklaras av den bristande förekomsten av myrar och flarkar på ön.

### Fauna

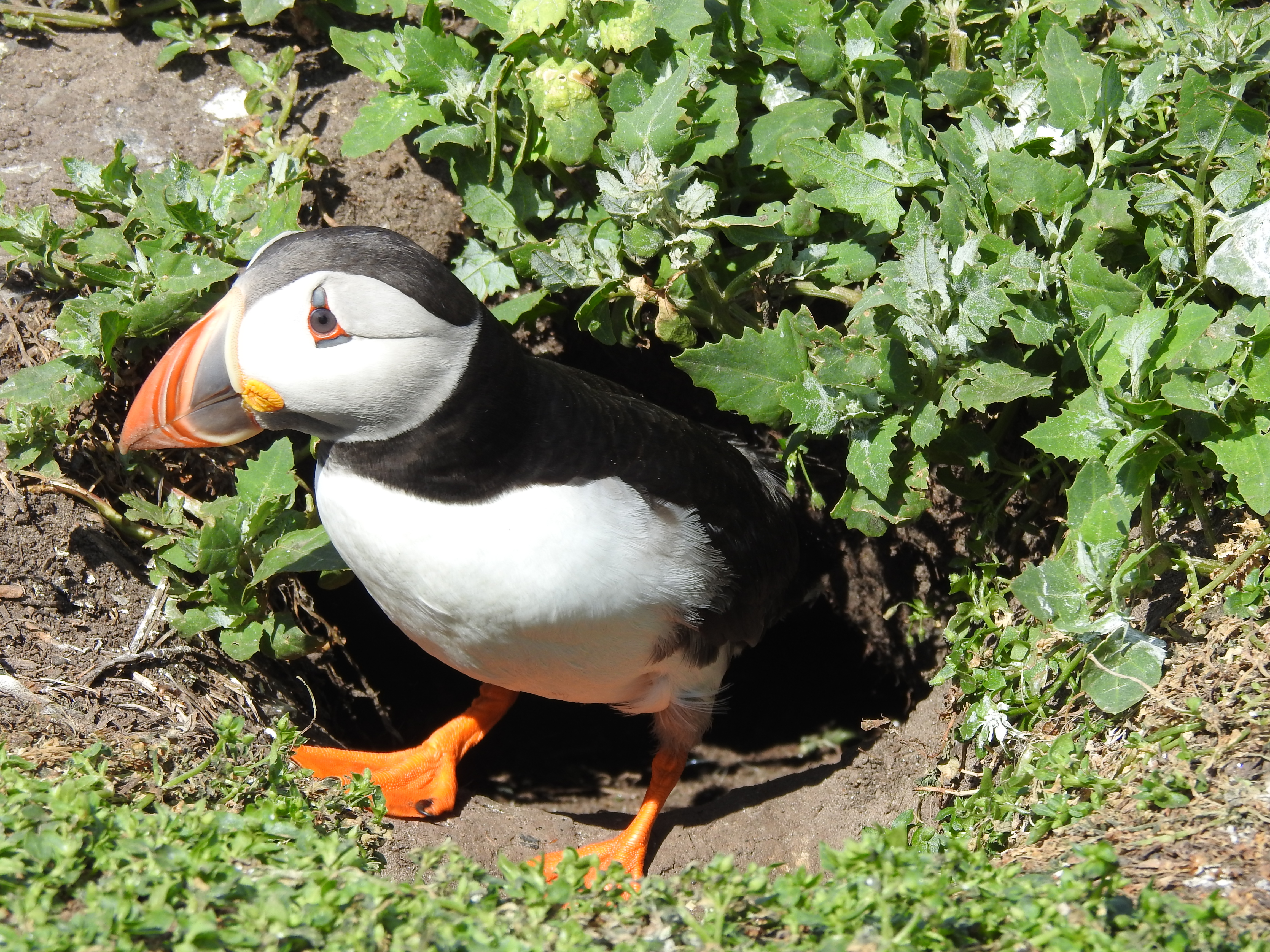
Lunnefåglar förekommer ibland på Jan Mayen.

Avståndet till andra landområden gör att artrikedomen är begränsad på Jan Mayen, men ön är likväl en viktig plats för flera havsfåglar då 98 olika arter har observerars, varav 27 regelbundet häckar på ön. Tack vare Jan Mayens betydelse som häckningsplats kategoriseras den som Important Bird Area av Birdlife International. De stora kolonierna stormfågel, alkekung och spetsbergsgrissla anses ha både nationellt och internationellt skyddsvärde. Tretåig mås och lunnefågel är också vanliga på ön och totalt har 98 olika fågelarter observerats. Fjällräv var förr det enda talrika däggdjuret på ön, men intensiv fångst i början av 1900-talet ledde till att djuret nästan utrotades. Isbjörn brukade förekomma under vintertid, men inte på senare år eftersom den grönländska havsisen inte når Jan Mayen längre.
Grönlandssälar och klappmyts hör till i områdena nordväst om Jan Mayen. Om havsisförhållandena är gynnsamma under vintern och våren häckar dessa sälbestånd även i områdena kring Jan Mayen. Klappmytspopulationen där beräknas utgöra 25% av artens bestånd i världen. Grönlandshaj är en annan art som finns i havsområdet runt ön. I Nordlaguna finns det en population av fjällröding. Den kommersiellt mest värdefulla marina resursen kring Jan Mayen är räkor.

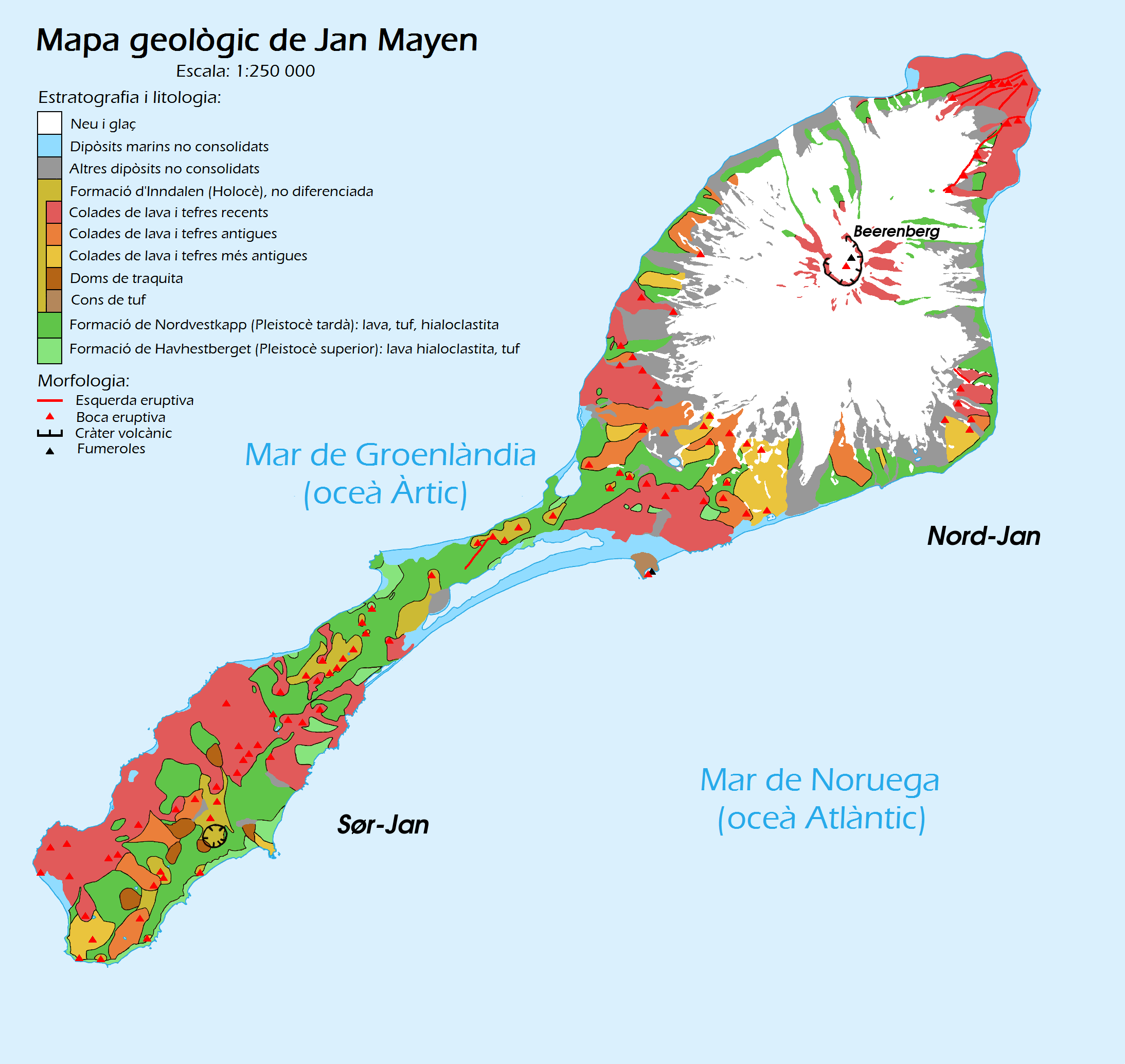
Geologisk karta över Jan Mayen på katalanska

### Geologi
Jan Mayen är en del av Mittatlantiska ryggen, en undervattensbergskedja som sträcker sig längs hela Atlanten ner till Bouvetön. Den består av vulkaniska fjäll som uppstått i och med sprickbildningen i kontinentalplattorna mellan Amerika, Europa och Afrika; Jan Mayen är en synlig topp på ett av dessa vulkaniska fjäll, där bergets egentliga fot ligger omkring 3 000 meter under havsytan. Hela ön har ett typiskt vulkaniskt landskap, med klippmassor bestående av basalt och ytan delvis täckt av aska. Berggrunden är mycket lik den på Island. Den består mestadels av pyroklastiskt material såsom basalt, olivin och pyroxen. Jan Mayen är det enda vulkaniska området i Norge förutom Bouvetön och Peter I:s ö. Jan Mayen definieras av många geologer som en mikrokontinent. Med geologiska mått mätt är ön ganska ung, då den bildades för endast 400 000 år sedan.

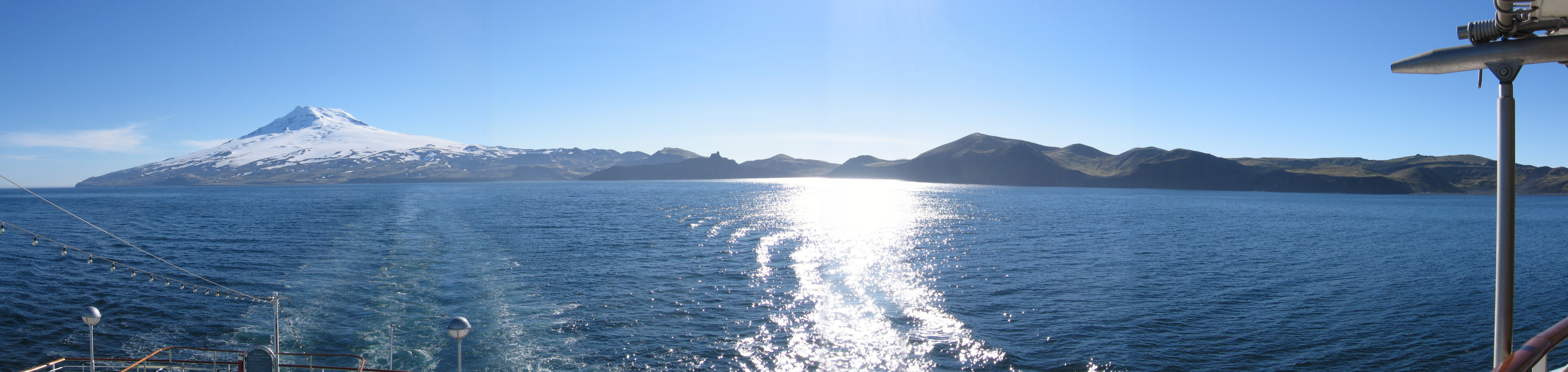
Panoramabild över Jan Mayen.

## Befolkning

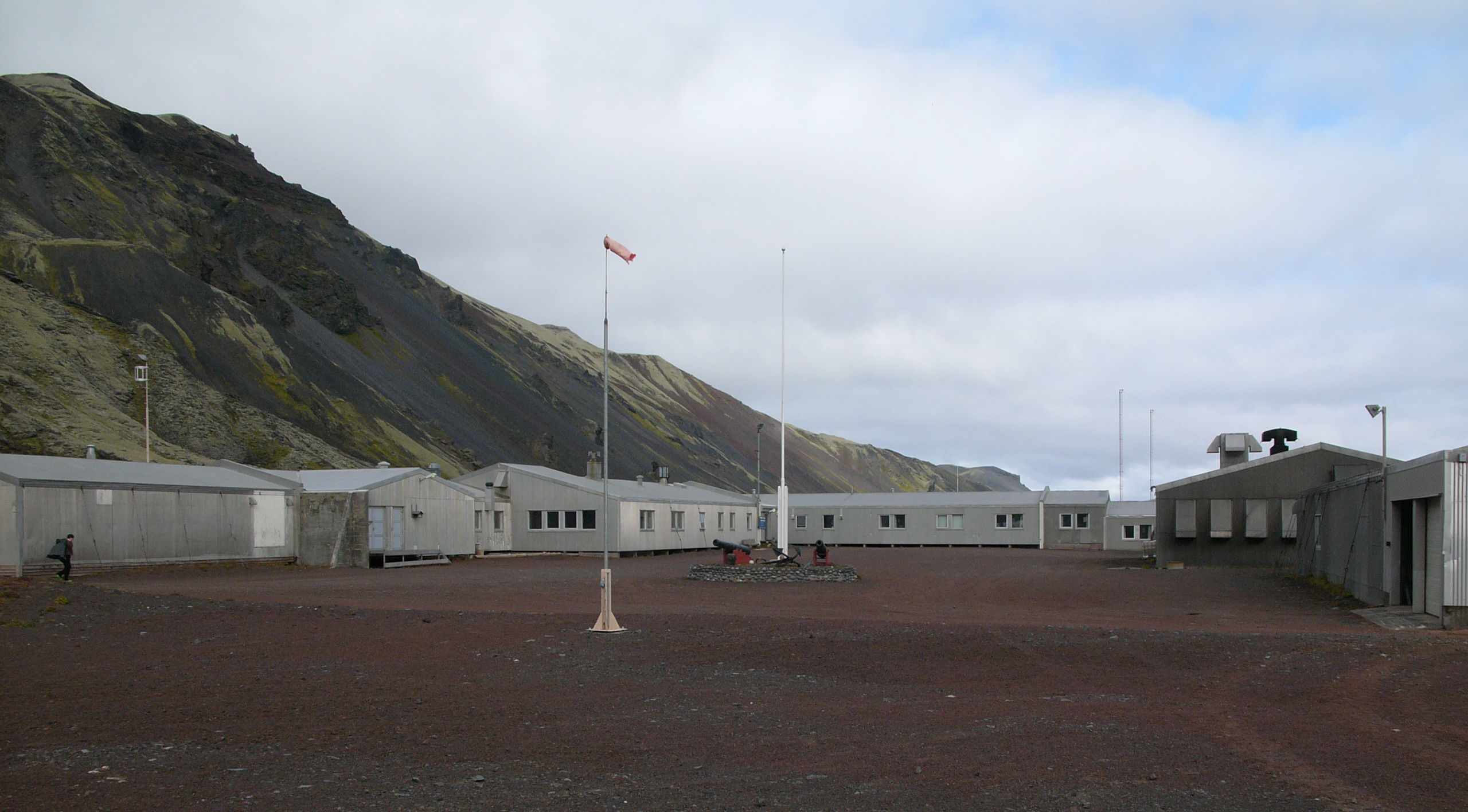
Bild på basen Olonkinbyen.

De enda invånarna på ön är personal från det norska försvaret och meteorologiska institutet bestående av 18 personer: Av dessa är 14 anställda av försvaret och resterande fyra av meteorologiska institutet. Antalet invånare ökar under sommaren då underhåll utförs på öns olika stationer. Tjänstetiden är vanligtvis sex månader eller ett år och personalbyte sker i april och oktober. Samtliga av dessa anställda är bosatta på basen Olonkinbyen, som ligger på den östra kusten av Sør-Jan. Försvaret drev tidigare en Loran-C-station som ligger några kilometer ifrån Olonkinbyen, numera är den dock nedlagd och riven.
Den enda vägen på Jan Mayen förbinder Olonkinbyen med den meteorologiska stationen tre kilometer norrut och två gånger om dagen släpper man väderballonger därifrån. Dessa väderballonger är fyllda med väte och har en radiosond fastsatt, som ger information om temperatur, tryck och vindhastighet. De utför även synoptiska observationer sex gånger om dagen.
Förutom försvaret och meteorologiska institutet hyser Jan Mayen också en seismograf från universitetet i Bergen och en magnetometer från universitetet i Tromsö. Förnödenheter till de anställda vid Olonkinbyen skickas med flygplan varannan månad.

## Ekonomi
Det mesta av Jan Mayen klassas sedan 2010 som ett naturreservat och till följd av detta är det svårt att resa dit som turist. Naturreservatet omfattar hela ön förutom stationsområdet och en bit mark vid Kvalrossbukta på Midt-Jan, så i praktiken tillåts båtresenärer endast landstiga där. Jan Mayen har inte heller någon naturlig hamn, så landstigning från båt kan vara farligt till och börja med. Kryssningsfartyg som avgår från Norge eller Island och är på väg till Grönland eller Svalbard passerar ibland nära Jan Mayen, men lägger aldrig till där. Från stationen får man lov att gå överallt på ön, men båtburna turister har sällan möjlighet att stanna under någon längre tid.

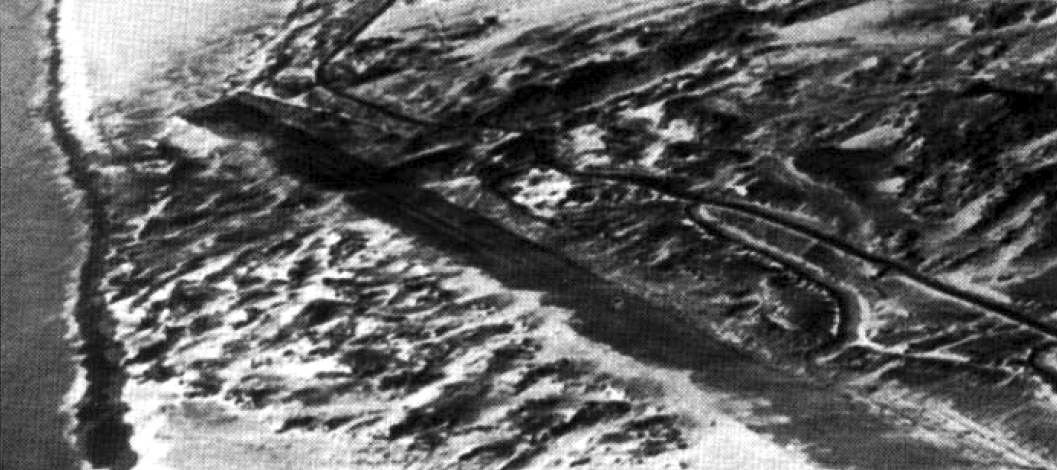
Bild på Jan Mayens flygfält, cirka 1968.

Ett annat sätt att ta sig till Jan Mayen är att anlända med flyg, då man landar på öns 1585 meter långa landningsbana. Jan Mayens flygfält används främst av försvarets C-130 Hercules, som anländer ungefär varannan eller var tredje månad. Flygplatsen byggdes 1960 och det första flygplanet landade där den 17 september samma år för att hämta en akut sjuk person med bukhinneinflammation. Privata flyg har dock inte tillstånd att landa på flygfältet och den är inte heller öppnad för kommersiell flygtrafik.
Det finns inga användbara naturresurser på Jan Mayen, men däremot finns det fisk i havet utanför. Det finns en ekonomisk zon på 200 nautiska mil runt ön där norska fiskare har ensamrätt, men för det mesta begränsas den ekonomiska aktiviteten till drift av de norska radio- och väderstationerna.
Tillsammans med Svalbard har Jan Mayen tilldelats toppdomänen sj, som inte används i praktiken.